# Mount Vernon (Maryland)
Mount Vernon es un lugar designado por el censo ubicado en el condado de Somerset en el estado estadounidense de Maryland. En el Censo de 2010 tenía una población de 779 habitantes y una densidad poblacional de 19,22 personas por km².

## Geografía
Mount Vernon se encuentra ubicado en las coordenadas 38°14′22″N 75°47′7″O / 38.23944, -75.78528. Según la Oficina del Censo de los Estados Unidos, Mount Vernon tiene una superficie total de 40.53 km², de la cual 33.74 km² corresponden a tierra firme y (16.76%) 6.79 km² es agua.

## Demografía
Según el censo de 2010, había 779 personas residiendo en Mount Vernon. La densidad de población era de 19,22 hab./km². De los 779 habitantes, Mount Vernon estaba compuesto por el 80.36% blancos, el 18.1% eran afroamericanos, el 0.39% eran amerindios, el 0% eran asiáticos, el 0% eran isleños del Pacífico, el 0.51% eran de otras razas y el 0.64% pertenecían a dos o más razas. Del total de la población el 0.9% eran hispanos o latinos de cualquier raza.